# Força-Tarefa Conjunta Multinacional
A Força-Tarefa Conjunta Multinacional (em inglês:  Multinational Joint Task Force, MNJTF) ou Força Multinacional Conjunta é uma formação multinacional combinada, que inclui unidades, principalmente militares, do Benim, dos Camarões, do Chade, do Níger e da Nigéria. Está sediada em N'Djamena e tem mandato para acabar com a insurgência do Boko Haram.

## História
A força-tarefa foi organizada pela primeira vez como uma força exclusivamente nigeriana em 1994, durante a administração de Sani Abacha, para "aniquilar atividades de banditismo e facilitar a livre circulação" ao longo de sua fronteira norte. Em 1998, foi expandido para incluir unidades dos vizinhos Chade e Níger com o objetivo de lidar com problemas comuns de segurança transfronteiriça na região do Lago Chade, com sede na cidade de Baga, no estado de Borno.
A insurgência islâmica no norte da Nigéria se intensificou na última parte da década de 2000 e as forças de segurança em toda a região seriam desafiadas cada vez mais diretamente pelos grupos militantes jihadistas. Boko Haram e Ansaru foram os mais ativos e conhecidos. Em abril de 2012, o mandato da Força-Tarefa Conjunta Multinacional foi ampliado para abranger operações de combate ao terrorismo.